# فردریک مانیه
فردریک مانیه (فرانسوی: Frédéric Magné‎؛ زادهٔ ۵ فوریهٔ ۱۹۶۹) دوچرخه‌سوار اهل فرانسه است.
وی در مسابقات کشوری و بین‌المللی در مجموع برندهٔ ۷ مدال طلا، ۱ مدال نقره، ۴ مدال برنز شده‌است.